# Galium leiocarpum
Galium leiocarpum là một loài thực vật có hoa trong họ Thiến thảo. Loài này được I.Thomps. mô tả khoa học đầu tiên năm 2009.